# 9A-91突击步枪
9A-91是一款由俄罗斯圖拉KBP儀器設計廠於1992年研製及生產的突击步枪（卡賓槍），目前正被俄罗斯境內的一些執法機構特種部隊所使用，發射9×39毫米蘇聯口徑亞音速步枪子彈。

## 歷史
雖然SR-3主要用作要人護衛用途，但由於也很適合對付身穿重型避彈衣或是躲藏在汽车和其他堅硬掩體後方的敵人，所以俄羅斯的一些精銳反恐部隊也採用了SR-3，他們把這種小巧輕便而威力強大的小型步槍用於近身距離作戰。可惜，對於執法機關而言，SR-3除了太昂貴外，用途也比較單一，而且在設計上過於考慮隱蔽攜帶反而導致其人機工效差劣。不少試用單位都希望能夠有一款成本低廉而且可以適合多種不同任務的9×39毫米蘇聯口徑近身距離作戰武器。
1990年代初，圖拉KBP儀器設計廠就自籌資金並且自主開發了一種新式近身距離作戰警用武器，設計目標是比AKS-74U 5.45×39毫米口徑短管突擊步槍更輕便、有著更為出色的停止作用和侵徹能力，而且生產和維護成本都比較低。
KBP儀器設計廠完成了其預期目標和設計，他們將新武器定型為9A-91，並且於1994年在圖拉兵工廠進行小批量生產，在同年交付給俄罗斯联邦内务部（英語：Ministry of Internal Affairs，簡稱：MVD）試用。

## 設計細節
9A-91是一款採用氣動式工作原理和轉拴式槍栓的槍械。其氣動式操作類型是長行程活塞傳動，位於槍管上方，而轉拴式槍栓是4個鎖耳（英語：Lug）的設計。拉機柄位於槍栓機框右側，早期型為焊接固定式，後期型則改為向上方折疊。
1995年以前生產的9A91的保險及快慢機位於機匣左側，略高於扳機護環，並可以選擇半自動和全自動射擊，便於射手在以右手射擊時可用拇指操作。不過由於後來要空出機匣左側以安裝一條屬於俄羅斯標準的光学瞄准镜導軌，因而要把保險及快慢機改為在機匣右側。
該槍的機匣採用低成本的金屬钢板以衝壓成型方式生產，主要目的是為了減少生產成本、所需的金屬原料和生產所需工時，而且更容易進行維護及維修；而護木和手槍握把則改為較輕的聚合物製造。钢板沖壓製摺疊式槍托在無需使用時可向機匣上方摺疊。早期版本的槍口可裝上消焰器或是制退器，但後來都被取消了。不過9A-91亦可以裝上消聲器。
9A-91裝有L型上翻式表尺，可調節的機械瞄具能射擊100公尺（109.36码，328.08英尺）和200公尺（218.72码，656.16英尺）以內的目標，但由於瞄準基线實在過短、亞音速子彈本身的飛行軌跡實在彎曲和本身用途跟冲锋枪相近，令其實際有效射程僅僅是100公尺。但是對於9×39毫米蘇聯口徑亞音速步槍子彈仍然有著比起使用手槍子彈的冲锋枪和短槍管的卡賓槍（例如AKS-74U和HK53）更大的貫穿力（9A-91使用特別為其開發的PAB-9型穿甲，SP-6型子彈的廉價版本射擊的話，可以在100公尺距離內貫穿8毫米的鋼板，或貫穿具有三級個人防護能力的頭盔和防彈背心）和破壞力這種優勢來說，令其有著遠比冲锋枪和卡賓槍更高的作戰優勢。
此外，9A-91本來是一套輕武器槍族中的一部份，這個系列還有發射7.62×39毫米、5.56×45毫米、5.45×39毫米多種口徑的步枪子彈的型號，但都在研製過程都被放棄掉了，亦只有9A-91成功出線。根據原定計畫，9A-91可以使用專用的GP-95榴彈發射器，然而由於設計問題，最終亦被放棄。

## 競爭對手
9A-91目前的競爭對手包括AS Val、SR-3和AK-9，而AS Val已經裝備於俄罗斯軍隊，SR-3亦已經改進為SR-3M，AK-9因為較遲推出所以沒有用户。在1990年代早期，KBP儀器設計廠的附屬公司，TSKIB SOO以AKS-74U開發一種發射9×39毫米蘇聯口徑步枪子彈的衍生型：OTs-12。

## 衍生型

### A-91
A-91是9A-91的犢牛式步槍版本。

### VSK-94
VSK-94是9A-91的狙擊步槍版本。目的是以低成本來取代VSS Vintorez。

## 使用國
- 白俄羅斯
  - 白俄羅斯陸軍特種部隊[4]
- [5]
- - 老撾人民軍[6]
- 蒙古国
  - 特警單位[7]
- 俄羅斯
  - 俄羅斯聯邦司法部（英语：Ministry of Justice (Russia)）
  - 俄罗斯联邦内务部
  - 俄羅斯聯邦國家近衛軍
  - 俄羅斯聯邦麻藥管制局（英语：Federal Drug Control Service of Russia）
- 叙利亚
  - 敘利亞共和國衛隊
- - 烏茲別克國家安全局特種部隊[8]

## 圖集

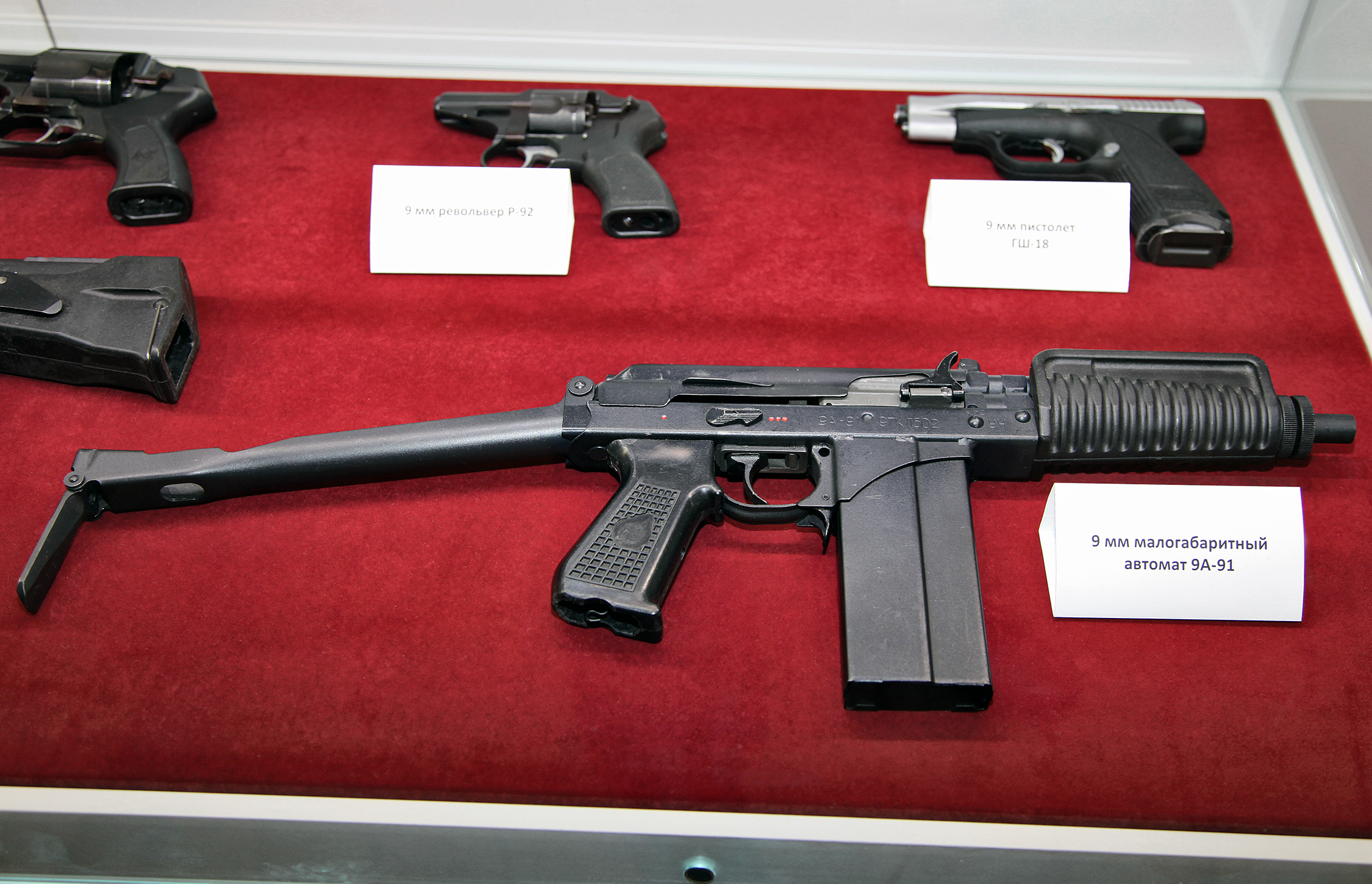
在圖拉國家武器博物館上展出的9A-91突击步槍
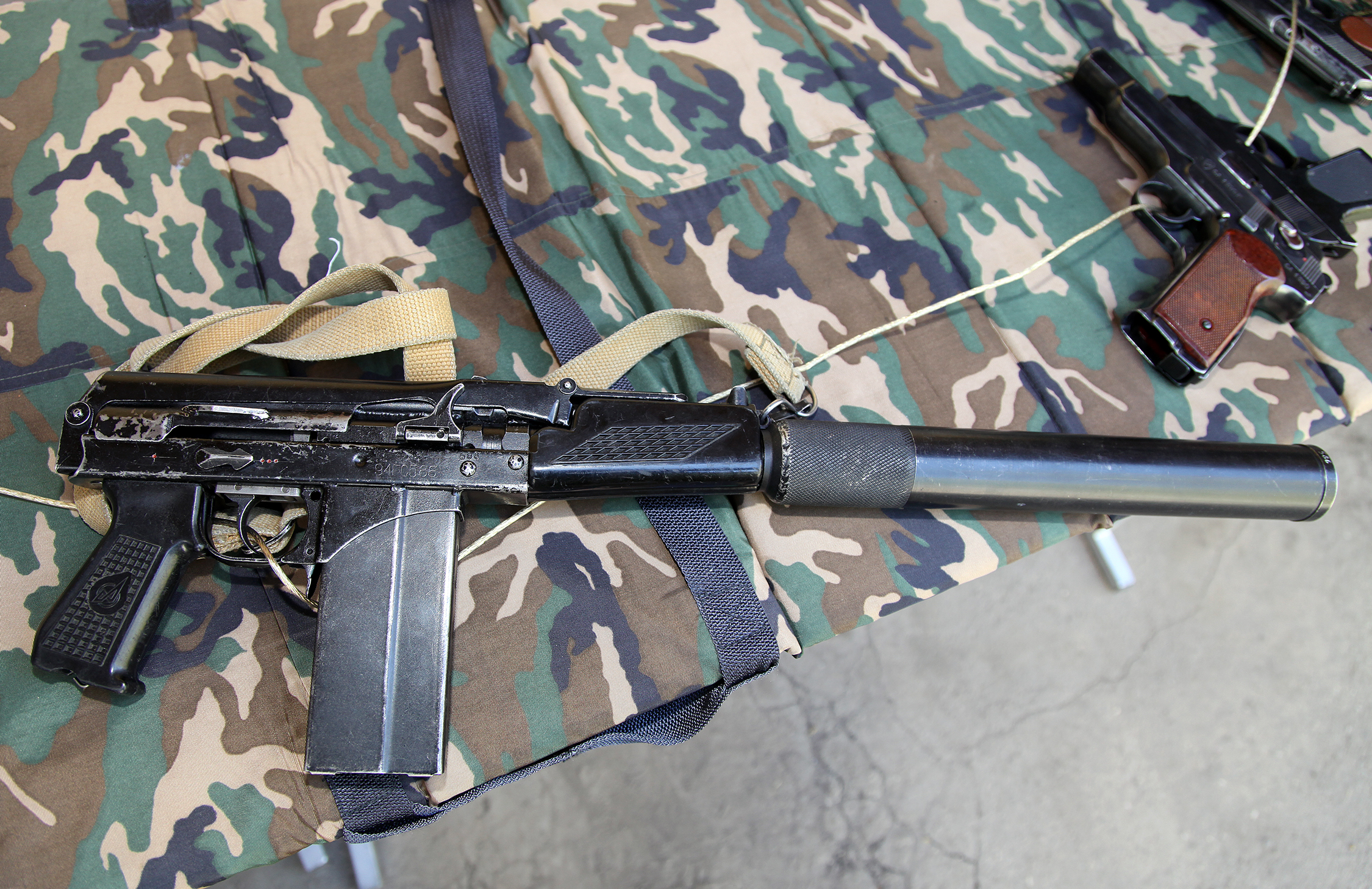
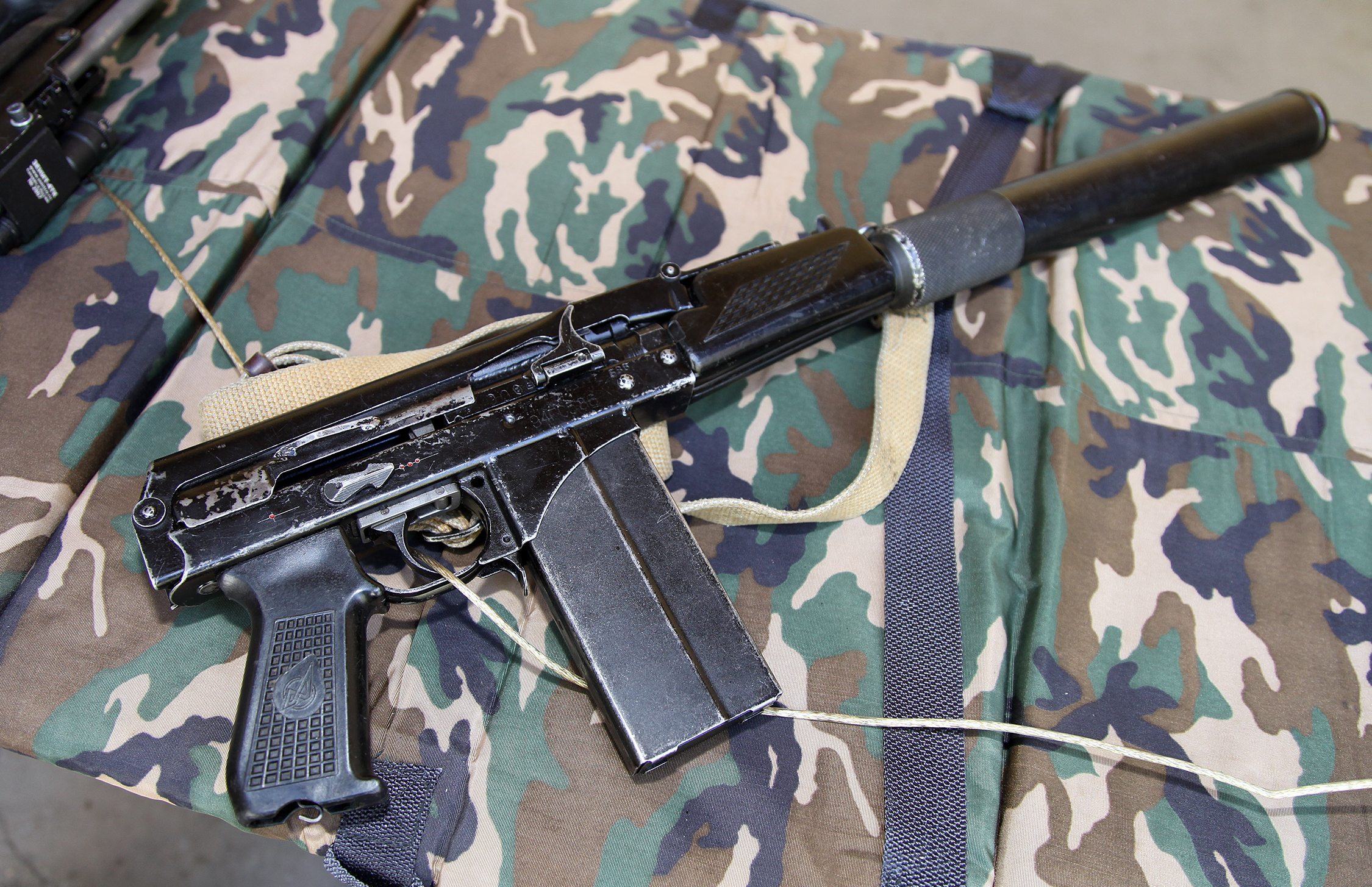
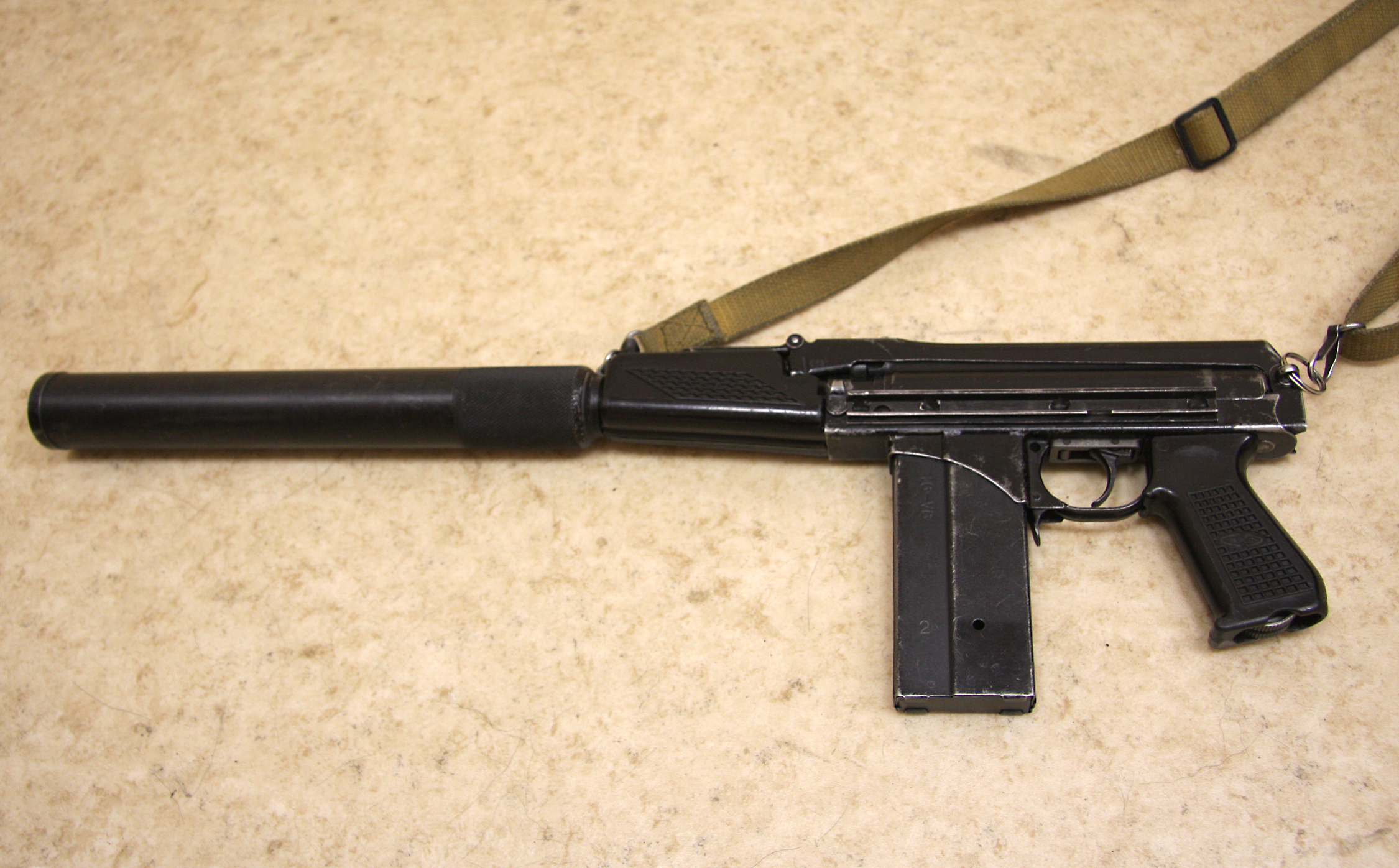
槍托縮折、裝上了槍背帶（英语：Sling (firearms)）和消聲器的9A-91突击步槍，左視圖
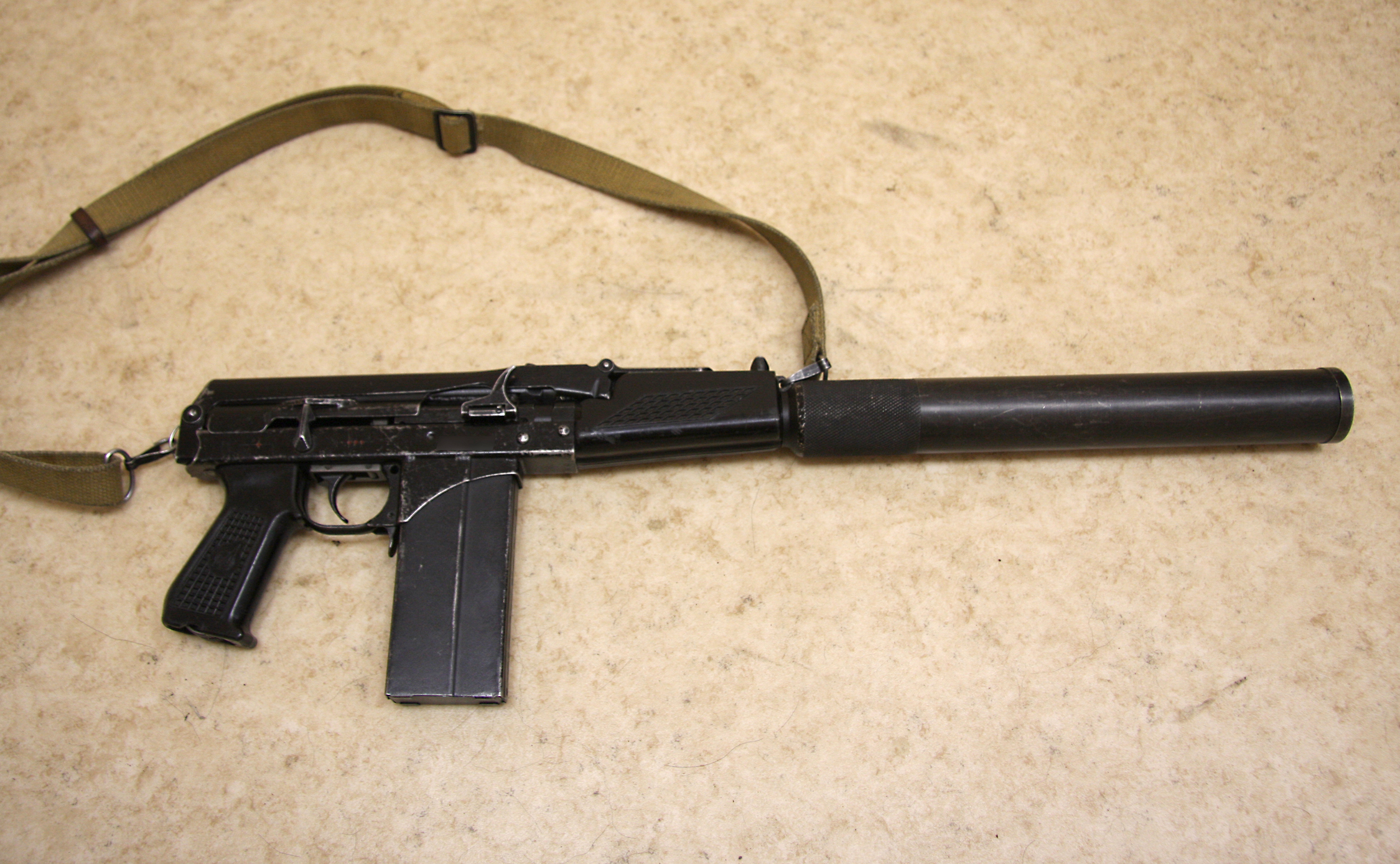
右視圖
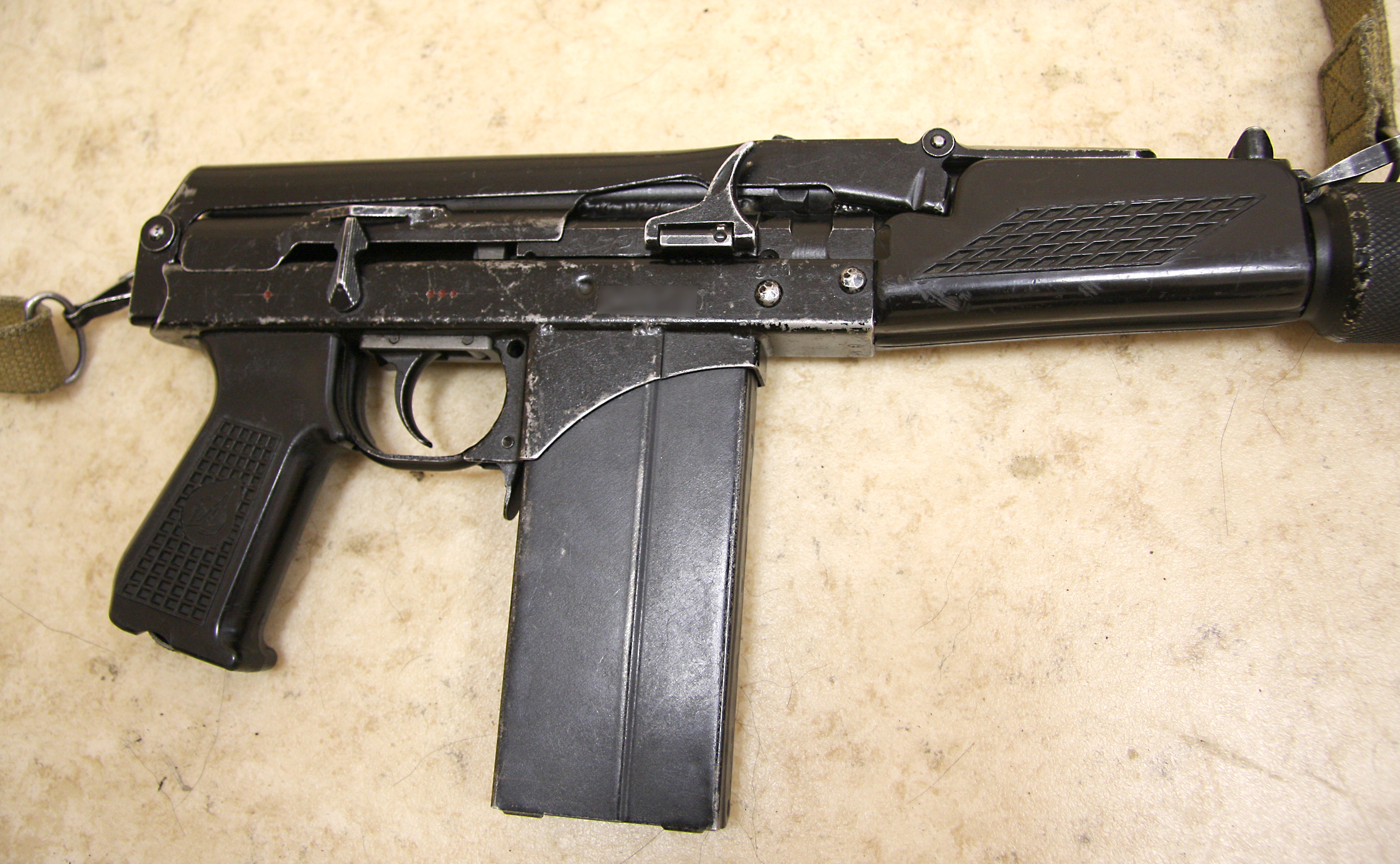
9A-91突击步槍的機匣，當中可見往上折疊拉機柄和彈匣插座及釋放撥片

## 資料來源
1. 1 2 3 4 5 6 7 8 9 10 11  .   [2013-05-15]. （原始内容存档于2016-03-04）.
2. ↑  20發可卸式彈匣滿載時是0.7公斤（1.54磅）
3. ↑  . Brisbane Times. 10 August 2007  [2009-01-23]. （原始内容存档于2009-02-14）.
4. ↑  "В совершенстве овладели бойцы сил специальныpх операций и 9-миллиметровым бесшумным с лазерным целеуказателем пистолетом-пулеметом ПП-93, который... незаменим для выполнения огневых задач на коротких дистанциях (до 100 метров) в качестве легкого оружия самозащиты для снайпера и разведчика, при действиях в помещениях и траншеях, обеспечивает скрытность действий"
亞歷山大·馬卡羅夫　波爾克高科技。特種作戰部隊 （页面存档备份，存于）（Александр Макаров. Полк высоких технологий. Силы специальных операций）／／雜誌“特警”，2011年7月（журнал "Спецназ", июль 2011）
5. ↑  .   [2012-12-07]. （原始内容存档于2016-09-20）.
6. ↑  .   [2015-10-02]. （原始内容存档于2019-09-18）.
7. ↑  .   [2013-10-11]. （原始内容存档于2013-12-07）.
8. ↑  .   [2018-08-08]. （原始内容存档于2018-08-08）.

## 外部連結
- （英文）—Modern Firearms—9A-91 compact assault rifle（页面存档备份，存于）
- （英文）—Enemy Forces—9A-91 Compact Assault Rifle（页面存档备份，存于）
- （英文）—Military, Security and Civilian Guns and Equipment—KBP 9A-91（页面存档备份，存于）
- （英文）—Zonawar.ru—9A 91 shortened assault rifles
- （简体中文）—D Boy Gun World（槍炮世界）—9A-91 小型突击步枪（页面存档备份，存于）